# Miličín
Miličín este o comună și un oraș din districtul Benešov din regiunea Boemia Centrală din Cehia. Are o populație de aproximativ 900 de locuitori.
Principalul obiectiv turistic al lui Miličín este Biserica „Nașterea Maicii Domnului”. A fost construită în stil gotic între 1380–1384, iar în 1754, a fost reconstruită în stil baroc.

## Diviziuni administrative
Miličín este alcătuit din nouă diviziuni administrative (populația este între paranteze conform recensământului din 2021):
- Miličín (613)
- Kahlovice (27)
- Malovice (31)
- Nasavrky (18)
- Nové Dvory (14)
- Petrovice (69)
- Reksyně (9)
- Záhoří u Miličína (67)
- Žibkov (8)

## Geografie
Miličín se află la aproximativ 17 kilometri (11 mi) nord de Tábor și la 52 kilometri (32 mi) sud de capitala Praga. Se află în Munții Vlašim. Cel mai înalt punct al comunei este dealul Kalvárie, aflat la 698 metri (2.290 ft) deasupra nivelului mării.
Râul Mastník traversează pe o lungime scurtă teritoriul comunei în vest. Teritoriul lui Miličín este bogat în pâraie mici și iazuri cu pește.

## Istorie
Prima mențiune scrisă a lui Miličín datează din anul 1283. A fost deținut de o familie care se autointitula domnii de Miličín. După ce ultimul membru al familiei a fost ucis în bătălia de la Crécy, familia Rosenberg a moștenit satul. În timpul domniei acestora, Miličín a fost promovat la rangul de oraș. Familia Rosenberg a deținut orașul până în 1611, când a decedat ultimul membru al familiei. În 1644, în timpul Războiului de Treizeci de Ani, orașul a ars.
Miličín a fost cândva un centru comercial, dar după construirea căii ferate de la Praga la České Budějovice, care l-a ocolit, a ajuns la periferie și s-a reorientat către agricultură.
În 2022, Miličín a redevenit oraș.

## Transporturi
Drumul I/3  (parte a drumului european E55), care înlocuiește secțiunea neterminată a autostrăzii D3 de la Praga la Tábor, trece prin oraș.

## Obiective turistice

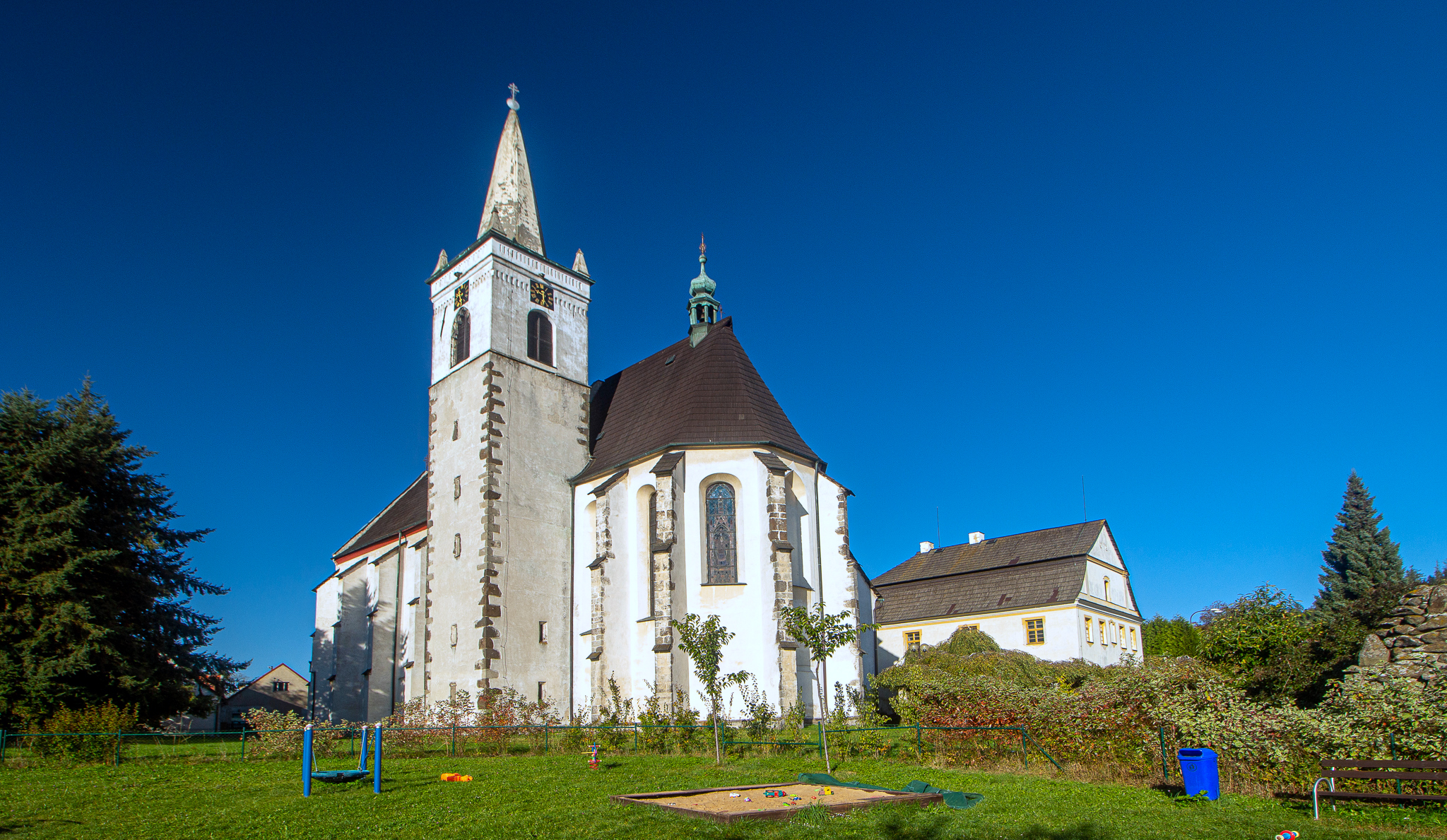
Biserica „Nașterea Maicii Domnului”

Principalul obiectiv turistic al lui Miličín este Biserica „Nașterea Maicii Domnului”. A fost construită în stil gotic între 1380–1384, iar în 1754, a fost reconstruită în stil baroc.
Pe Dealul Kalvárie se află Capela Patimilor Domnului, care datează din 1748. Calea Crucii din 1796 duce la capelă.